# Нго Минь Хиеу
Нго Минь Хиеу (вьет. Ngô Minh Hiếu, родился 8 октября 1989 года) также известный как Хиеу ПК (англ. HieuPC) — вьетнамский специалист по кибербезопасности, бывший хакер и Кража личности. В США его признали виновным в незаконном получении личных данных многочисленных лиц, что представляет собой серьезное нарушение конфиденциальности. Следовательно, в 2015 году он был приговорен в установленном порядке к значительному сроку — 13 годам лишения свободы в условиях федеральной исправительной колонии. После досрочного освобождения 2020 году Хьеу вернулся во Вьетнам и был принят на работу в Национальный центр кибербезопасности (NCSC) при Министерстве информации и коммуникаций в качестве технического эксперта.